# Gudrun Wolfschmidt
Gudrun Wolfschmidt (Nürnberg, 24 de setembro de 1951) é uma astrônoma e historiadora da ciência alemã. De 1997 a 2016 lecionou como professora no Zentrum für Geschichte der Naturwissenschaft und Technik (GNT, antigo Institut für Geschichte der Naturwissenschaften, Mathematik und Technik) da Universidade de Hamburgo.

## Vida
Após o primeiro exame do estado em 1977 para professora ginasial de física e matemática, obteve um doutorado em 1980 no Instituto Astronômico do Observatório Dr.-Karl-Remeis em Bamberg da Universidade de Erlangen-Nuremberg, orientada por Jürgen Rahe, com a tese Analyse enger Doppelsternsysteme.
Ela concluiu com sucesso seu estágio de formação no Einsteingymnasium em Munique em 1984, lecionou em várias escolas de ensino médio até 1987 e esteve envolvida na Deutscher Philologenverband, onde foi conselheira em tempo integral para informações internas até 1989. De 1987 a 1997 esteve envolvida na pesquisa de história da ciência no Deutsches Museum em Munique (incluindo a concepção e realização da exposição de Astronomia em uma equipe de três, aberta em 1992). Sua habilitação ocorreu em 1997 com Menso Folkerts na Universidade de Munique, com a publicação Genese der Astrophysik. Desde 1997 leciona na Universidade de Hamburgo como professora de história das ciências naturais. Publica a série 'Nuncius Hamburgensis – Beiträge zur Geschichte der Naturwissenschaften. Aposentou-se em 2016.
Suas áreas de pesquisa são a história da astronomia e da física na Idade Moderna, bem como nos séculos XIX e XX, além da história dos instrumentos científicos, bem como história da química e da tecnologia.

## Publicações selecionadas
- Kultur, Kunst und Naturanschauung in Alt-Mexiko. (Veröffentlichungen der Dr. Remeis-Sternwarte Bamberg. Band X, Nr. 118). Bamberg 1976.
- Schriften und Instrumente aus der Zeit Regiomontans. Katalog zur Ausstellung der Remeis-Sternwarte Bamberg, April bis Juli 1976. Bamberg 1976.
- Methoden zur Bestimmung der Bahnelemente von Bedeckungsveränderlichen. Dr. Remeis-Sternwarte, Bamberg 1976.
- Astronomie im frühen Buchdruck. Katalog zur Ausstellung der Staatsbibliothek in Bamberg vom 1. Sept. bis 1. Okt. 1977. (Veröffentlichung der Dr. Remeis-Sternwarte Bamberg. Band XII, Nr. 128). Bamberg 1977.
- Analyse enger Doppelsternsysteme. 1980 DNB 810914808 (Dissertation, Universität Erlangen-Nürnberg,  Naturwissenschaftliche Fakultät I (Mathematik und Physik), 1980, 163 Seiten).
- Astronomie in Vertretungsstunden. Hrsg. von der Referendarvertretung im Bayerischen Philologenverband. (Beiträge zur Gymnasialpädagogik. Band 17, Gymnasialpädagogische Reihe). München 1990.
- Milchstraße – Nebel – Galaxien: Strukturen im Kosmos von Herschel bis Hubble. Oldenbourg, München 1995, ISBN 978-3-486-26308-4, ISBN 3-486-26308-0.
- Genese der Astrophysik. 3 Bände. München 1997, OCLC 907824224 und OCLC 907824223 (Habilitationsschrift, Universität München 1997, Teil 1: 282 S. und Teil 2: S. 283–526, Anhang S. 527–780 – Sternwarten und astrophysikalische Instrumente. Instrumentenhersteller und Firmen. Quellenverzeichnis, Literatur, Personenregister).
- Sterne weisen den Weg – Geschichte der Navigation. Katalog zur Ausstellung in Hamburg und Nürnberg. (Nuncius Hamburgensis. Band 15). Books on Demand, Norderstedt (Nuncius Hamburgensis; Band 15) 2009, ISBN 978-3-8370-3969-6)

Como co-autora:
- com Irmela Bues: 100 Jahre Dr. Remeis-Sternwarte Bamberg. (Festschrift) Veröffentlichungen der Dr. Remeis-Sternwarte Bamberg, Astronomisches Institut der Universität Erlangen-Nürnberg, Band XIII, Nr. 134, Bamberg 1989.
- com Gerhard Hartl; Karl Märker; Jürgen Teichmann: Planeten, Sterne, Welteninseln. Astronomie im Deutschen Museum. Begleitbuch zur Ausstellung Astronomie/Astrophysik im Deutschen Museum. Stuttgart: Franckh-Kosmos 1993. München: Deutsches Museum 1993, ISBN 3-440-06646-0.
- com Alto Brachner, Michael Eckert, Martina Blum: Röntgenstrahlen: Entdeckung, Wirkung, Anwendung. Zum 100. Jubiläum der Entdeckung der X-Strahlen. München: Deutsches Museum (Beiträge zur Technikgeschichte für die Aus- und Weiterbildung) 1995, ISBN 3-924183-75-9
- com Gerhard Hartl; Karl Märker; Jürgen Teichmann: Astronomie. (Abteilungsführer Deutsches Museum). München: Deutsches Museum 1999. ISBN 3-924183-21-X
- com Axel D. Wittmann, Hilmar W. Duerbeck: Development of Solar Research: Entwicklung der Sonnenforschung (Acta Historica Astronomiae. Vol. 25). Harri Deutsch, Frankfurt am Main 2005, ISBN 3-8171-1755-8.
- com Karl-Heinrich Wiederkehr: Vom Magnetismus zur Elektrodynamik. Hrsg. anlässlich des 200. Geburtstages von Wilhelm Weber (1804–1891) und des 150. Todestages von Carl Friedrich Gauß (1777–1855) [Ausstellung in der Staatsbibliothek Hamburg, 3. März bis 2. April 2005]. Hamburg 2005, ISBN 3-00-015559-7.
- com Martin Šolc: Astronomy in and around Prague. Proceedings of the Colloquium of the Working Group for the History of Astronomy in the framework of the scientific meeting of the Astronomische Gesellschaft (AG) in Prag, Monday, September 20, 2004. (Acta Universitatis Carolinae – Mathematica et Physica. Band 46, Supplementum). Prag 2005. dml.cz.
- com Andre Koch Torres Assis; Karl Heinrich Wiederkehr: Weber's Planetary Model of the Atom. (Nuncius Hamburgensis. Band 19). tredition, Hamburg 2011, ISBN 978-3-8424-0241-6.
- com André Koch Torres Assis; Karl Heinrich Wiederkehr: O Modelo Planetário de Weber para o Átomo. [Translation of: Weber’s planetary model of the atom. Portuguese] Apeiron Press, Montreal 2014. ISBN 978-0-9920456-5-4 (PDF, hs.uni-hamburg.de).
- com Wolfram Ziegler: Aus dem Leben eines Franken. Dr. August Ziegler (1885–1937) – Pflanzenzüchter in Togo und Rebenzüchter in Bayern. Bearbeitet und herausgegeben von Gudrun Wolfschmidt. tredition, Hamburg 2017, ISBN 978-3-7439-0498-9 (PDF, hs.uni-hamburg.de).
- com Carlotta Martini: Zwei Frauenleben für die Wissenschaft im 18. Jahrhundert. Eine vergleichende Fallstudie zu Émilie du Châtelet und Maria Gaetana Agnesi. Bearbeitet und herausgegeben von Gudrun Wolfschmidt. (Nuncius Hamburgensis. Band 43). tredition, Hamburg 2017, ISBN 978-3-7439-6720-5 (PDF, hs.uni-hamburg.de).
- com André Koch Torres Assis; Karl Heinrich Wiederkehr: Webers Planeten-Modell des Atoms. Aus dem Englischen von Hermann Härtel. [Translation of: Weber's planetary model of the atom (2011).] Apeiron Press, Montreal 2018, ISBN 978-1-987980-13-4 (PDF, hs.uni-hamburg.de).

Como editora:
- Nicolaus Copernicus (1473–1543): Revolutionär wider Willen. Verlag für Geschichte der Naturwissenschaften und der Technik, Stuttgart 1994, ISBN 3-928186-16-7.
- Popularisierung der Naturwissenschaften: Herausgegeben anlässlich des 40-jährigen Jubiläums des IGN Hamburg. Verlag für Geschichte der Naturwissenschaften und der Technik, Stuttgart 2002, ISBN 3-928186-59-0.
- Es gibt für Könige keinen besonderen Weg zur Geometrie' Festschrift für Karin Reich (Algorismus. Heft 60) Erwin Rauner, Augsburg 2007, ISBN 978-3-936905-23-6.
- Cultural Heritage of Astronomical Observatories – From Classical Astronomy to Modern Astrophysics. Proceedings of International ICOMOS Symposium in Hamburg, October 14–17, 2008. Hendrik Bäßler-Verlag, Berlin (International Council on Monuments and Sites, Monuments and Sites XVIII) 2009, ISBN 978-3-930388-53-0.